# 嘆きの人形
『嘆きの人形』は姫川きららによる日本の漫画作品。『トイレの花子さん』に描きおろし作品として収録された。

## あらすじ
病気の親友・蘭花のためにも陸上大会で優勝しようと練習に励むルリ。そんなルリの前に幽霊の少女が現れる。

## 登場人物
ルリ
本作の主人公。学校では陸上部に所属。
病気に倒れた親友の蘭花からお気に入りの人形を渡され、蘭花を元気付けるためにも大会で優勝しようとするが良いタイムを出せずに焦っていたとき、幽霊の少女から速く走れるようになる靴と引き換えに人形を渡すように取り引きを持ちかけられる。最初は拒んだが蘭花を元気付けたい一心から靴を入手。靴の効果で自分の意思とは無関係に走り出してしまい、電車に惹かれそうになるが一時的に蘭花の魂が宿った人形に助けられる。その後、蘭花の死を乗り越え、形見となった人形も直し、自身の力で大会に臨む。
蘭花（らんか）
ルリの親友で同じ陸上部に所属。
病に倒れ、残り1ヵ月の命となってしまう。ルリが幽霊の少女から渡された靴の力で窮地に陥った頃、自身も病状が悪化し、亡くなってしまうが、その魂はルリに渡していた人形に宿り、電車に惹かれそうになったルリを助けた後、ルリに謝罪の言葉をかけて、昇天した。
劇中では両親が登場。
幽霊の少女
10年前、蘭花の病室で病死した少女。
入院当初は友人たちがお見舞いに来てくれたものの次第に誰も来なくなり、誰にも看取られることなく、亡くなってしまい、そのことから成仏できずにいる。
ルリと蘭花の友情を引き裂こうとルリに「蘭花の人形と引き換えに速く走れる靴を使わせる」ことを条件に出して、ルリに靴を履かせることに成功。ルリを一生走らせ続けることで死に追いやろうとするが蘭花の魂が宿った人形により、目論見は失敗。ルリと蘭花の友情に改心し、成仏した。